# 马来西亚—俄罗斯关系
马来西亚—俄罗斯关系（英語：Malaysia–Russia relations）是马来西亚和俄罗斯之间的双边外交关系。現兩國之間互設大使館。

## 历史

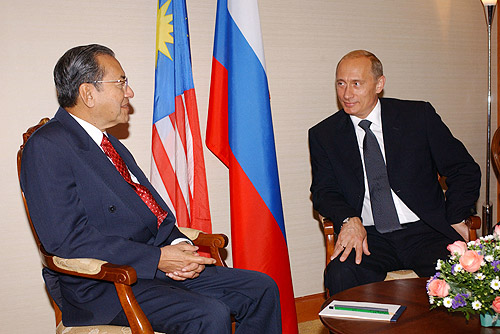
马哈迪和普京于2003年会面

2002年3月14日，时任马来西亚首相马哈迪·莫哈末访问俄罗斯并会见该国总统弗拉基米尔·普京。双方讨论了两国之间的进一步双边合作以及各种国际问题，包括打击恐怖主义。会谈结束后，普京表示会谈主要集中在两国关系现状和进一步发展路径等课题。马哈迪说，他和普京还讨论了打击国际恐怖主义的问题，并表示他们的观点相似。同时，马来西亚政府打算购买俄罗斯飞机和军事装备，并希望促进与俄罗斯的整体贸易。在访俄期间马哈迪还参观了莫斯科郊外的飞行研究中心，以查看正在竞争马来西亚合同的苏-30MKM战机。
2003年8月4日晚，普京抵达吉隆坡对马来西亚进行首次访问。期间分别会见了最高元首端姑赛西拉祖丁、马哈迪、副首相阿都拉·巴代威。